# Melanoplus lithophilus
Melanoplus lithophilus är en insektsart som beskrevs av Gurney och P.A. Buxton 1965. Melanoplus lithophilus ingår i släktet Melanoplus och familjen gräshoppor. Inga underarter finns listade i Catalogue of Life.